# Gabriel Guevara
Gabriel Alejandro Guevara Mourreau (Madrid, 6 de febrero de 2001) es un actor español.

## Biografía
Gabriel Guevara Mourreau nació en Madrid (España) el 6 de febrero de 2001 en el matrimonio de la actriz Marlène Mourreau y el bailarín cubano Michel Guevara. Su pasión por el mundo artístico le vino de pequeño gracias a sus padres, por lo que comenzó a realizar reportajes y campañas publicitarias desde joven. Debutó como actor en la serie juvenil de Movistar+ Skam España como personaje secundario durante sus dos primeras temporadas.
Tras participar en la película Charter (2020) dirigida por Amanda Kernell y en serie televisiva Señoras del (h)AMPA de Telecinco, se unió al elenco principal de la serie de Televisión Española HIT, con el personaje de Darío, durante dos de sus temporadas.
Posteriormente, fichó por Netflix para interpretar a uno de los personajes principales de la serie Tú no eres especial, que se estrenó en 2022 en la plataforma. Ese mismo año interpretó a Nacho Duato en la serie Bosé como personaje episódico, además de participar en la película Mañana es hoy, estrenada directamente en Amazon Prime Video. En verano de ese mismo año estrenó su primera serie como protagonista: Cómo mandarlo todo a la mierda, emitida en HBO Max.
En 2023, protagonizó la película basada en un libro homónimo de Mercedes Ron, Culpa mía, junto a la actriz Nicole Wallace, que se estrenó en Amazon Prime Video y se convirtió en un éxito internacional. En la película interpreta a Nick, un chico millonario que se enamora de la hija de la nueva mujer de su padre. A finales del mismo año, se anunció la continuación de la película con una segunda parte: Culpa tuya, que se estrenó en diciembre de 2024.
En 2024 participó en tres series televisivas: la ficción de Atresmedia Red Flags, como personaje secundario, la serie original de Netflix Ni una más, en la cual tiene un papel principal y como personaje protagonista en la serie sobrenatural de Disney+ Desde el mañana.

## Problemas legales
Gabriel fue arrestado el 2 de septiembre de 2023 en Venecia por una orden de búsqueda internacional por una presunta agresión sexual que había tenido lugar en Francia cuando era menor de edad. Estaba previsto que recibiera el Premio Internacional Filming Italy a la Mejor Película Young Generation, que fue cancelado tras su arresto.
El 3 de septiembre de 2023, la representación interina de Guevara, Brosson Talent Management, emitió un comunicado al público diciendo: "Es un proceso antiguo en Francia, cuando Gabriel era menor de edad y en España ya se resolvió a su favor con todas las absoluciones. Esperamos que en breve quede en libertad, una vez que se verifique el error de retención que entendemos irregular." La audiencia del caso fue programada para el lunes 4 de septiembre y posteriormente fue liberado ese mismo día.
El 15 de septiembre de 2023, el Tribunal de Apelación de Venecia declaró nula la orden de arresto y la solicitud de extradición contra Guevara, fue oficialmente absuelto de todos los cargos y se le permitió regresar a España.

## Filmografía

### Cine
| Año  | Título        | Rol                     | Notas                   |
| ---- | ------------- | ----------------------- | ----------------------- |
| 2018 | Charter       | Manuel                  |                         |
| 2022 | Mañana es hoy | Charly (adolescente)    | Película de Prime Video |
| 2023 | Culpa mía     | Nicholas «Nick» Leister | Película de Prime Video |
| 2024 | Culpa tuya    | Nicholas «Nick» Leister | Película de Prime Video |
| 2025 | Culpa Nuestra | Nicholas «Nick» Leister | Película de Prime Video |

### Televisión
| Año       | Serie                          | Personaje              | Notas                          |
| --------- | ------------------------------ | ---------------------- | ------------------------------ |
| 2018–2019 | Skam España                    | Cristian Miralles      | Papel recurrente; 12 episodios |
| 2020      | Señoras del (h)AMPA            | Cristofer              | 2 episodios                    |
| 2020–2021 | HIT                            | Darío Carvajal Aguirre | Papel principal; 11 episodios  |
| 2022      | Tú no eres especial            | Asier                  | Papel principal; 6 episodios   |
| 2022      | Bosé                           | Nacho Duato            | Episodio: «Te amaré»           |
| 2022      | Cómo mandarlo todo a la mierda | Fran                   | Papel principal; 6 episodios   |
| 2024      | Red Flags                      | Jorge                  | Papel recurrente; 7 episodios  |
| 2024      | Ni una más                     | Alberto Gaspar         | Papel principal; 8 episodios   |
| 2024      | Desde el mañana                | Mikel Minondo Ascunce  | Protagonista; 8 episodios      |